# Marianne Bollig
Marianne Bollig, geborene Marianne Krupp (* 20. Dezember 1945 in Bad Godesberg), ist eine ehemalige deutsche Sprinterin.
Bei den Leichtathletik-Halleneuropameisterschaften 1970 in Wien gewann sie mit der bundesdeutschen Mannschaft Silber in der 4-mal-200-Meter-Staffel.
Jeweils Dritte über 200 Meter wurde sie bei den Deutschen Meisterschaften 1968 und bei den Deutschen Hallenmeisterschaften 1970.
Ihre persönliche Bestzeit über diese Distanz von 24,21 s stellte sie am 11. Juli 1971 in Stuttgart auf.
Marianne Bollig startete zunächst für den LAV Bad Godesberg und später für den ASV Köln.